# Keikai
Keikai Spreadsheet (Keikai) 是一個由普奇科技有限公司 (Potix Corporation) 開發的線上電子試算表。 Keikai 通常用於將既有報表整入系統、開發以試算表為基礎的應用程式、線上編輯和資料處理。

## 歷史
普奇科技（Potix Corporation）成立於2007年，以開發出開源軟體 ZK Ajax 框架聞名。
Keikai 是普奇科技於 2018 年首次發布的產品 ，當時的主要訴求是大數據網路試算表。2020 年新發表的 Keikai 5 則是將重點放在開源版本及其能將 Excel 表格轉為網路試算應用程式的能力上 。

## 名稱
Keikai，名稱取自於日文的 けいかい (軽快)，期許 Keikai Spreadsheet 成為靈活又強大的試算表 。

## 設計宗旨
Keikai 主要面向 Java 開發者，旨在協助他們將 Excel 的功能、公式和使用經驗帶入網路應用程式之中。

## 架構
Keikai 的底層是基於 ZK 框架所建構，與 ZK、JSP以及 JSF 相容。
Keikai 在用戶端與 Excel 的使用經驗相似，在伺服器端則是透過 Java 控制。
使用者可跨平台於電腦、平板、手機上使用。

## 外部連結
- Keikai （页面存档备份，存于） （英文）
- Keikai demo （页面存档备份，存于） （英文）
- Github （英文）